# پارک جنگلی باماکونو
پارک جنگلی باماکونو یک پارک جنگلی در گامبیا است. این پارک در ۱ ژانویه ۱۹۵۴ تأسیس شد و ۱۰۹۲ هکتار وسعت دارد. باماکونو در ۲۵ کیلومتری جنوب شرقی شهر بریکاما در گامبیا واقع شده‌است.
گونه های زیادی از پرندگان مانند کبوتر سبز آفریقایی، هیلیوتاس شکم زرد، دارکوب پشت قهوه ای،  دارکوب یخی قهوه ای در این پارک زندگی می کنند.